# Adam's Song
«Adam's Song» — сингл американського поп-панк гурту Blink-182 з альбому Enema of the State. Він був третім і останнім синглом з альбому після треків «What's My Age Again?» та «All the Small Things». Реліз відбувся 5 вересня 2000 року на MCA Records. «Adam's Song» — одна з п'яти пісень гурту, які досягли другого місця у чарті US Modern Rock Tracks. Вокальні партії в пісні виконує Марк Гоппус.

## Опис
Пісня відома тим, що вона стала першою піснею гурту, у якій учасники Blink-182 відійшли від свого звичного жартівливого стилю. Це перша широко відома повільна пісня гурту. На альбомі Adam's Song розташована між Dysentery Gary та All the Small Things.
Пісна написана у до мажор. В треку розповідається про депресію та самогубство, що робить її дуже відмінною від інших пісень альбому Enema of the State, в яких переважно присутні «туалетні» жарти. Adam's Song часто порівнюють з іншою піснею гурту — Stay Together for the Kids (тема пісні присвячена негараздам у сім'ї) з четвертого альбому колективу Take Off Your Pants and Jacket.
Також у пісні присутні посилання на трек Come as You Are гурту Nirvana. Зокрема у пісні Nirvana є такі рядки:

| Take your time, hurry up, the choice is yours, don't be late. |
У Adam's Song ця фраза дещо перефразована:

| I took my time, I hurried up, The choice was mine, I didn't think enough. |
Влітку 2009 Blink-182 перестали виконувати Adam's Song на концертах, після того як, помер DJ AM, справжнє ім'я якого було Адам Голдштейн.

## Відео
На пісню було знято відео. У ньому показані старі дитячі фотографії учасників колективу, в той час як вже дорослі учасники Blink-182 виконують пісню у приміщенні складу.

## Список треків
Автор музики і слів Blink-182. 
| Adam's Song Single CD | Adam's Song Single CD          | Adam's Song Single CD |
| #                     | Назва                          | Тривалість            |
| --------------------- | ------------------------------ | --------------------- |
| 1.                    | «Adam's Song» (радіоверсія)    | 4:11                  |
| 2.                    | «Going Away to College» (Live) | 3:40                  |
| 3.                    | «Adam's Song» (Live)           | 4:35                  |
| 4.                    | «Wendy Clear» (Live)           | 4:09                  |

| Adam's Song Single DVD | Adam's Song Single DVD        | Adam's Song Single DVD |
| #                      | Назва                         | Тривалість             |
| ---------------------- | ----------------------------- | ---------------------- |
| 1.                     | «Man Overboard» (Music video) | 3:03                   |
| 2.                     | «Adam's Song» (Music video)   | 4:22                   |

## Чарти
| Чарт (2000)               | Найвище місце |
| ------------------------- | ------------- |
| US Hot 100                | 101           |
| US Alternative Songs      | 2             |
| Canadian Rock Chart       | 21            |
| German Singles Chart      | 98            |
| New Zealand Singles Chart | 37            |